# Jean-Luc Crétier
Jean-Luc Crétier (Albertville, 28 de abril de 1966) es un deportista francés que compitió en esquí alpino; campeón olímpico en Nagano 1998. Es primo de la esquiadora Danièle Debernard.
Participó en cuatro Juegos Olímpicos de Invierno, entre los años 1988 y 1998, obteniendo una medalla de oro en Nagano 1998, en la prueba de descenso, el sexto lugar en Calgary 1988 y el cuarto en Albertville 1992, en la prueba combinada.
En la Copa del Mundo consiguió cinco podios en total.
En 1998 fue nombrado caballero de la Orden Nacional del Mérito. Trabajó como comentarista deportiva para la cadena RMC.

## Palmarés internacional
| Juegos Olímpicos | Juegos Olímpicos | Juegos Olímpicos | Juegos Olímpicos |
| Año              | Lugar            | Medalla          | Prueba           |
| ---------------- | ---------------- | ---------------- | ---------------- |
| 1998             | Nagano (Japón)   | Medalla de oro   | Descenso         |